# Ченгелкьой
Ченгелкьой (на турски: Çengelköy) е квартал в район Юскюдар на азиатския бряг на пролива Босфор в Истанбул, Турция, между кварталите Бейлербей и Кулели. Това е предимно жилищен квартал. През османския период там са построени много имения. В квартала има гръцка църква, наречена Ая Йорги, която днес не се използва много. Именията Абдулах Ага и Садулах Паша са важни имения в Ченгелкьой.
От 6-ти век пристанището на Ченгелкьой се нарича София заради двореца, който Юстин II построява наблизо за съпругата си София.
Името Ченгелкьой означава „село с кука“ и наистина селото е сгушено около остър завой на брега на Босфора, но произходът на името не е сигурен. Една изложена история е, че селото е кръстено на османския адмирал от 19-ти век Ченгелоглу Тахир паша, който е имал крайбрежно имение, построено там (и има улица Ченгелоглу в Ченгелкьой). Друга история извлича името от персийската дума ченкар, „рак“, поради изобилието от морски дарове в Босфора там. Османски документ от 16-ти век очевидно споменава мястото като „Ченгер кьою.“
Ченгелкьой е световно известен с малките краставици, отглеждани някога там (сега се отглеждат в Кандъра).
Отворен през 2015 г., културният и спортен център Мехмет Чакър, състоящ се от шест закрити плувни басейна, е най-големият спортен комплекс в анадолската част на Истанбул.
Павилионът Вахдеттин, известен също като павилион Ченгелкьой, официална резиденция на президентството и държавна къща за гости, се намира на хълм в Ченгелкьой.

## Образование
Кампусът Ченгелкьой на британските училища Тарабя се намира в този квартал.